# مهرین پیرزادا
مهرین پیرزادا (به انگلیسی: Mehreen Pirzada) (زاده ۵ نوامبر ۱۹۹۵) بازیگر هندی است.
از فیلم‌هایی که وی در آن نقش داشته‌است می‌توان به فیلاوری و زره اشاره کرد.